# Punu (langue)
Pour les articles homonymes, voir Punu.
Le punu ou yipunu est une langue bantoue parlée par la population punu au Gabon et en république du Congo.

## Écriture
Il n’y a pas d’orthographe yipunu standardisée mais l’Alphabet scientifique des langues du Gabon (ASG), l’Orthographe des langues du Gabon ou encore le Rapidolangue peuvent être utilisés. Mabik-ma-Kombil utilise une orthographe additionnelle.
| a  | b  | d  | e  | f | ɣ | i | j | k | l  | m | mb | mv | n |
| nd | ng | ny | nz | o | p | r | s | t | ts | u | ꞵ  | w  | y |

Avec l’orthographe proposée dans l’ASG, les voyelles longues sont notées en doublant la lettre : ‹ aa, ee, ii, oo, uu ›. Les tons sont indiqués à l’aide d’accent :
- le ton supra-haut avec le double accent aigu ;
- le ton haut avec l’accent aigu ;
- le ton bas avec l’accent grave ;
- le ton montant avec l’accent antiflexe ;
- le ton descendant avec l’accent circonflexe.

La traduction de la Bible en punu publiée par l’Alliance Biblique du Cameroun en 1992 utilise une orthographe proche de l’ASG, utilisant les lettres ‹ g, v › au lieu de ‹ ɣ, ꞵ › et sans indiquer les tons.
| a  | b  | d | e  | f | g | i | j | k | l  | m | mb | mf | n |
| nd | ng | ñ | nz | o | p | r | s | t | ts | u | v  | w  | y |

## Grammaire
Les pronoms personnels sujets en punu  :
| Pronoms personnels sujets (forme affirmative) | Traduction   |
| --------------------------------------------- | ------------ |
| Ñi                                            | Je           |
| U                                             | Tu           |
| A                                             | Il ou elle   |
| Tu                                            | Nous         |
| Du                                            | Vous         |
| Ba / Bo                                       | Ils ou elles |